# Smlouva z Monzónu (1626)
Smlouva z Monzónu byla podepsána dne 5. března 1626 kardinálem Richelieuem, zastupujícím Ludvíka XIII. a Gasparem de Guzmánem, hrabětem z Olivaresu, zastupujícím Filipa IV. Španělského v Monçonu (dnešní Aragon). Podpisem byly ukončeny boje mezi Francií a papežskými jednotkami o území Valtelliny. Smlouva ukončila nejen tuto válku, ale uzavřela i první janovsko-savojskou válku.

## Pozadí
Oblast Valtellina, údolí ležící v severní Itálii byla životně důležitá pro komunikaci mezi španělskou a rakouskou větví rodu Habsburků. Sforzové postoupili území Grisonské lize což vedlo k náboženským konfliktům. Mnoho občanů Valtelliny byli katolíci a grisonští (Grisonsko - švýcarský kanton) byli protestanti. Španělsko uvidělo příležitost, podporovalo rebelii a nakonec údolí ovládlo. Francie si uvědomila nebezpečí a v roce 1623 vytvořily Benátky, Savojsko a Francie alianci podpisem Pařížské smlouvy o obnově Valtellinského území a vyhnání španělské armády. Španělsko, které mělo u Svatého stolce velké slovo, se pokusilo udržet mír tím, že umožnilo papeži vládu nad tímto územím. Francie mlčela, neboť vojska papeže Řehoře XV. Valtellinu kontrolovala, (důvodem byla nevýrazná politika Charlese de la Vieuville). Řehoř XV. byl v roce 1623 na papežském stolci vystřídán Urbanem VIII.
S Urbanem VIII., který byl papežským legátem u dvora Jindřicha IV. Francouzského se situace změnila. Francie tvrdila, že kvůli spojenectví mezi ní a vévodou Savojským museli pomáhat Savojským, kteří útočili na Janov. Útokem na Valtellinu zaměstnali španělské vojsko bránící Janov. V roce 1624 francouzská vojska vyhnala papežskou armádu z údolí Valtelliny.

## Jednání
Urban VIII. poslal v roce 1625 kardinála Francesca Barberiniho, svého synovce, jako legáta do Paříže, aby zde dohodl mír mezi papežským státem, Francií a Španělskem Cílem bylo zastavit boj, kompenzovat porážku papeže ve Valtellinu a zajistit bezpečnost katolíků v údolí tím, že nebude ponechána protestantské Grisonské lize možnost znovu získat kontrolu nad údolím. Barberini odcestoval z Paříže aniž se mu podařilo od kardinála Richelieu získat podporu. Poté Richelieu navrhl králi, aby svolal shromáždění významných osobností do Fontainebleau, kde promluvil ve prospěch výhodného míru - velká většina s ním souhlasila.
Načež papež sebral dalších 6000 vojáků, aby znovu dobyl Valtellinu. To vedlo hraběte du Fargise, francouzského velvyslance v Madridu, k rychlému uzavření míru se Španělskem dne 1. ledna 1626. Richelieu tuto smlouvu odmítl a nová byla podepsána v Monçonu (Aragonu) dne 3. března 1626.

## Důsledek
Smlouva stanovila, že Grisonská liga bude vládnout nad Valtellinou, s podmínkou že v údolí nebude povoleno žádné jiné náboženství než římský katolicismus. Lidé z Valtelliny si také mohli zvolit své vlastní soudce, i když soudy budou podléhat Grisonské lize. Rovněž musely být zbourány pevnosti ve Valtellině. Dále bylo dohodnuto, že obyvatelé Valtelliny budou platit Grisonský roční poplatek, jehož výše měla být dohodnuta později.
Druhým hlavním důsledkem smlouvy bylo přiznání stejných práv k průchodu údolím Francii i Španělsku. I když na první pohled šlo o vyvážený výsledek, ve skutečnosti šlo o velké vítězství Španělska, protože to znamenalo, že mohla být znovu otevřena "Španělská cesta", silnice vedoucí z Milána přes Valtellinu do Tyrolska, což umožnilo španělským armádám volný průchod mezi Itálií a severní Evropou.
Znovuotevření této cesty umožnilo Španělsku udržovat válku v Nizozemsku dalších dvacet let a mělo také zásadní dopad na průběh třicetileté války, protože to umožnilo Španělsku v letech 1630 vtrhnout do Německa a tím ukončit zdánlivě nekonečnou řadu švédských vítězství v první polovině tohoto desetiletí (zejména první bitvou u Nördlingenu; (španělská armáda, která toto vítězství získala, dorazila do Německa pochodem po "Španělské cestě").

### Ohlas
Smlouva byla široce vnímána jako zrada bývalých spojenců Francie: Holandska, Anglie, Benátek, Savojska a Grisonska.
To nejlépe vystihli Benátčané, kteří to popsali jako:
„Zlomená víra, falešné sliby, tajné intriky, sprosté triky, „ Ano “ v ústech a „ Ne “ v srdci, smlouvou skončily dobré vztahy mezi námi ... velkou zradou a zraněním Benátek, Savojska a Grisonska, s jediným cílem uspokojit Španělsko, protože všechny výhody jsou na jeho straně."

Všichni byli podvedeni, když si mysleli, že jim Francie pomáhá, zatímco Francie vedená hlavním ministrem kardinálem Richelieu se starala jen o sebe. Všichni výše uvedení byli roztrpčeni tím, že nebyli přizváni k jednání. Přesněji řečeno, Grisonským se nelíbilo, jak se jejich práva zobchodovala bez jejich souhlasu. Benátčané neměli rádi ničení pevností, které by mohly Benátky chránit. Vévoda Savojský byl uražen kvůli tomu, že nic nezískal. Nizozemci a Angličané byli rozhněvaní na kardinála Richelieu, který jim dával falešné naděje na vytvoření ligy proti Španělsku na základě smlouvy z Compiègne, uzavřené 10. června 1624 a také sňatku Henrietty Marie Bourbonské s Karlem I. Stuartem.
Richelieu předstíral, že je ze smlouvy velmi nešťastný, obviňoval z výsledku hraběte de Fargise a snažil se uklidnit své spojence. Vévoda Savojský byl potěšen, když získal naději na královský titul. Benátkám a Grisonsku se dostalo omluvy, Angličané byli ujištěni, že Francie jim bude v budoucnosti oporou v jejich politice.
Richelieu tak ve Valtellinu dosáhl toho, co chtěl, a to zabránění úplné kontrole Habsburků nad údolím. Cenou bylo získání reputace lstivého politika.